# Oldtown (Idaho)
Oldtown – miasto w Stanach Zjednoczonych, w stanie Idaho, w hrabstwie Bonner.